# Gaffelriska
Gaffelriska (Lactarius acerrimus) är en svampart som beskrevs av Britzelm. 1893. Gaffelriska ingår i släktet riskor och familjen kremlor och riskor.  Arten är reproducerande i Sverige. Inga underarter finns listade i Catalogue of Life.